# Warnschwelle (Arbeitsstellensicherung)

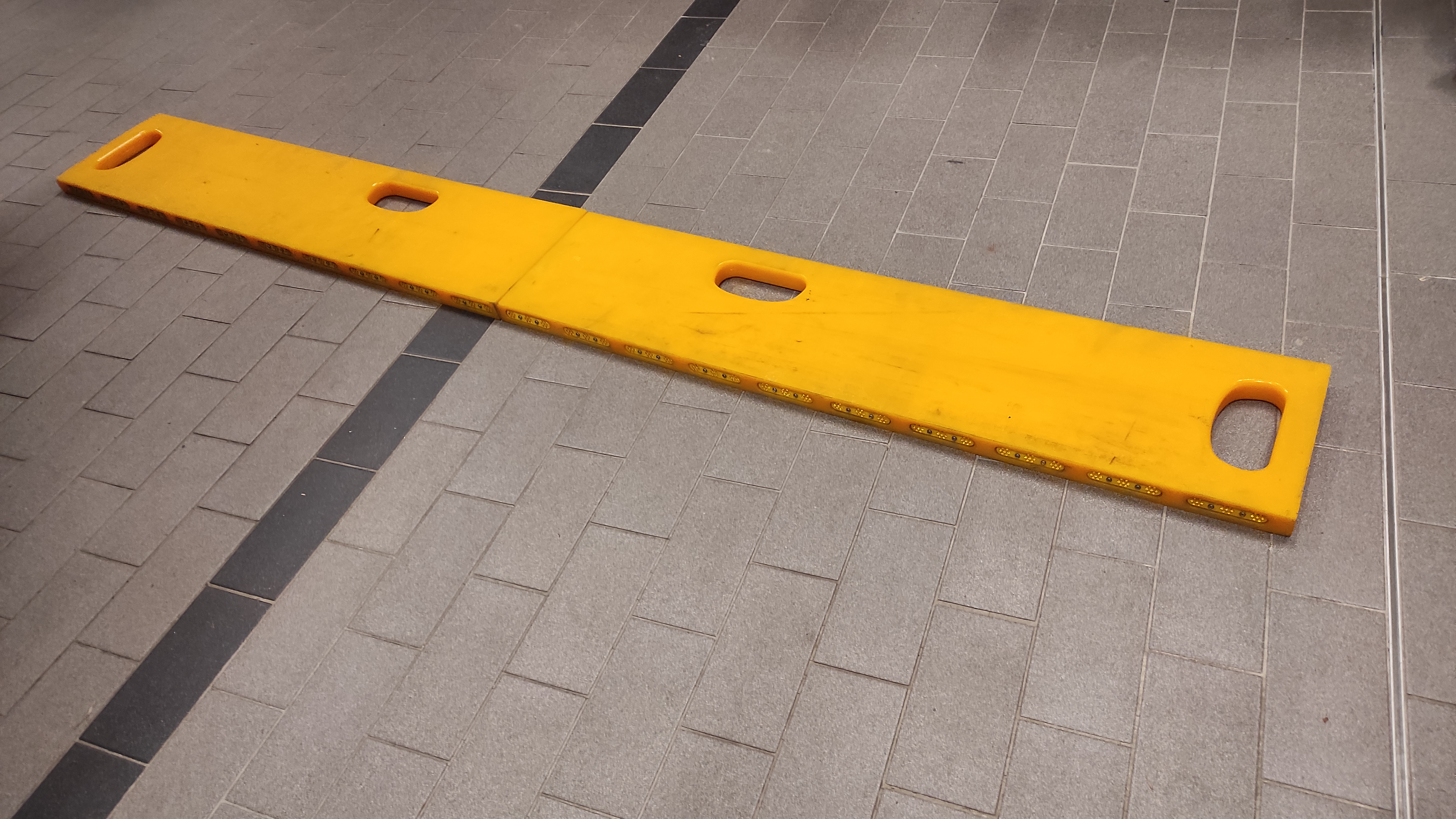
Einzelne Warnschwelle, wie sie auf der Fahrbahn ausgelegt werden würde. Sichtbar an der Vorderkante die Reflektoren.

Warnschwellen auf Autobahnen, auch Andreasstreifen genannt, sind Bauteile zur Verkehrssicherung vor allem auf Autobahnen und Schnellstraßen.
Die Warnschwellen sind u. a. Teil eines Warnsystems vor Tagesbaustellen oder bei Einsatzstellen der Feuerwehr. Sie bestehen aus zwei Meter breiten, drei Zentimeter hohen und 23 Zentimeter tiefen Planken aus flexiblem, in der Regel gelbem Kunststoffmaterial. Drei Schwellen werden nacheinander im Abstand von 3–5 Metern zueinander etwa 100–150 Meter vor der rückwärtigen Absicherung durch ein Baustellensicherungsfahrzeug oder einen Verkehrssicherungsanhänger auf der Fahrbahn ausgelegt. Sie weisen spätestens durch das taktile und akustische Signal beim Überfahren darauf hin, dass der mit ihnen belegte Fahrstreifen in 100 bis 150 Metern Entfernung endet und sich der Verkehr rechtzeitig auf einen der verbleibenden Fahrstreifen einzufädeln hat.
In Deutschland testete das Bundeslandes Nordrhein-Westfalen ab 2005 die Warnschwellen als Feldversuch für den deutschlandweiten Einsatz, nachdem diese vorher bereits im Nachbarland Niederlande im Einsatz waren. In der Schweiz sind sie in der SN 640 885 für die Verwendung vor Warntafeln bei stationären Baustellen kurzer Dauer genormt.
Die Warnschwellen sind gemäß Bundesanstalt für Straßenwesen mit jedem Fahrzeug und bei jeder Geschwindigkeit problemlos überfahrbar. Sie sind aus flexiblem Kunststoffmaterial hergestellt und mit Reflektoren ausgestattet, so dass sie auch bei Dunkelheit gut zu sehen sind.